# Fabrício de Souza
Fabrício de Souza (født 5. juli 1982) er en japansk fodboldspiller.